# بررسی قضایی

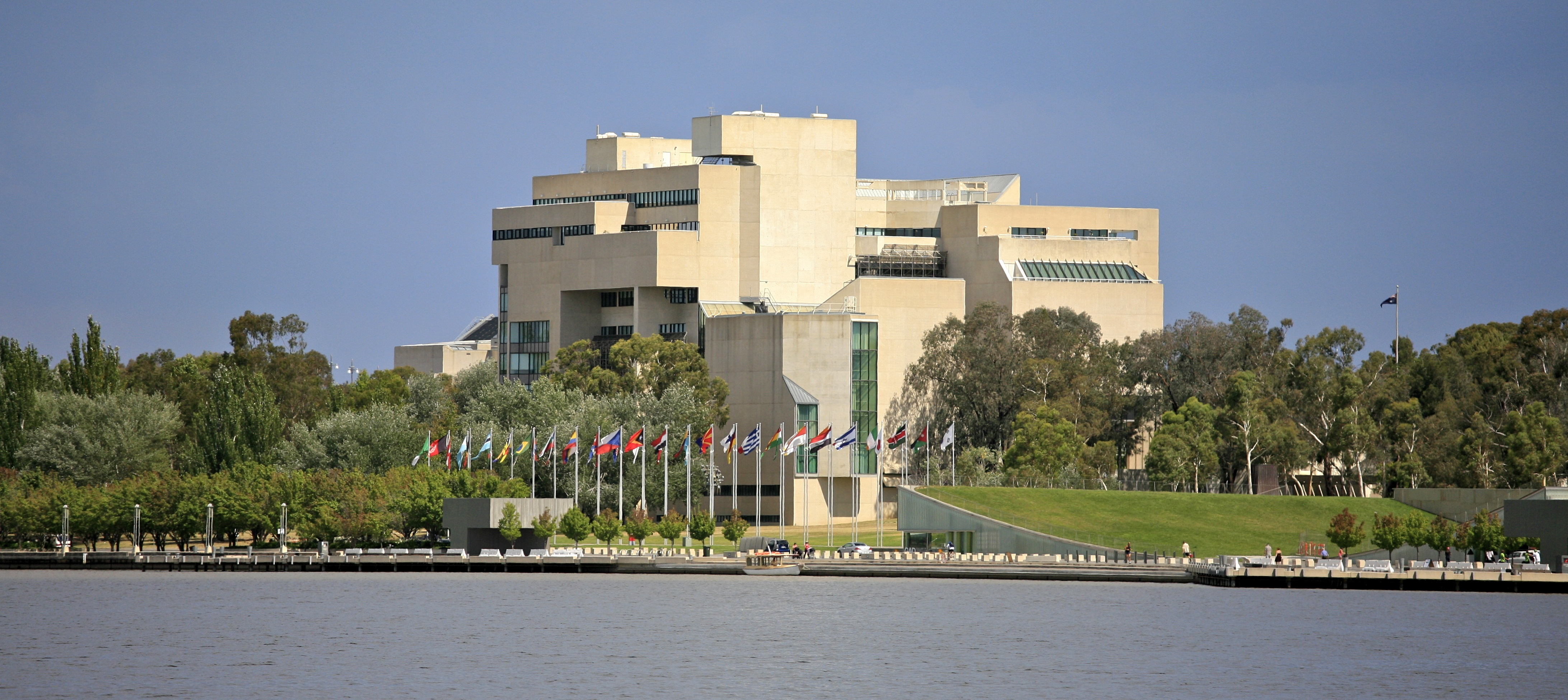
دادگاه بررسی قضایی استرالیا

بررسی قضایی فرایندی است که طی آن اقدامات قوه مجریه و (در برخی کشورها) قوه مقننه مقید به بررسی از سوی قوه قضائیه هستند. دادگاهی با قدرت بررسی قضایی ممکن است قوانین و تصمیماتی را که با اقتدار بالاتر ناسازگار باشند بی‌اعتبار کند؛ تصمیم اجرایی که غیرقانونی باشد ممکن است بی‌اعتبار شود یا قانون موضوعه‌ای که مفاد قانون اساسی را نقض کند ممکن است بی‌اعتبار شود. بررسی قضایی یکی از تفکیک قوا در تفکیک قوا است: قدرت قوه قضاییه برای نظارت بر قوای مقننه و مجریه وقتی که از اقتدار شان تجاوز کنند. این آموزه بین حوزه‌های مختلف متغیر است، بنابراین رویه و حوزه نفوذ بررسی قضایی ممکن است در کشورهای مختلف فرق کند.